# Heteroponerinae
Heteroponerinae este un subfamilie de furnici din grupul subfamiliilor poneromorfe care conține trei genuri într-un trib. Subfamilia a fost creată în 2003, când Barry Bolton a împărțit subfamilia Ponerinae în șase subfamilii.

## Genuri
- Heteroponerinae Bolton, 2003
  - Heteroponerini Bolton, 2003
    - Acanthoponera Mayr, 1862
    - Aulacopone Arnol'di, 1930
    - Heteroponera Mayr, 1887